# Saint-Martin-Saint-Firmin
 Saint-Martin-Saint-Firmin  là một xã của tỉnh Eure, thuộc vùng Normandie, miền bắc nước Pháp.